# 高瑛
高瑛（1426年—1485年），字廷璧，浙江省 台州府 黃巖縣人，山西聚落驛（今山西省大同縣聚樂堡）站籍，治《詩經》，年二十三歲中式正統十三年戊辰科第三甲第七十名進士。六月十七日生，行三，曾祖高更；祖高思順，泉州府經歷；父高昕；母朱氏。具慶下，妻李氏，兄侃；琦，弟琰；璘。由國子生中式山西鄉試第四名舉人，會試中式第一百三十四名。歷官至按察使致仕。